# ديون ماير
ديون ماير (بالإنجليزية: Deon Meyer) (و. 1958  م) هو كاتب، وصحفي من جنوب أفريقيا، واتحاد جنوب أفريقيا، بدأ مشواره المهني سنة 1999م.

## التعليم
تعلم في جامعة بوتشيفستروم للتعليم العالي المسيحي ‏.

## وصلات خارجية
- ديون ماير على موقع IMDb (الإنجليزية)
- ديون ماير على موقع مونزينجر (الألمانية)
- ديون ماير على موقع قاعدة بيانات الفيلم (الإنجليزية)

- ديون ماير في قاعدة بيانات الأفلام على الإنترنت